# Arizona Cardinals 2017
La stagione 2017 degli Arizona Cardinals è stata la 98ª della franchigia nella National Football League, la 30ª nello stato dell'Arizona e la quinta e ultima con Bruce Arians come capo-allenatore. La squadra ha migliorato il record di 7–8–1 del 2016 finendo 8–8 ma mancando i playoff per il secondo anno consecutivo. A fine stagione, sia Arians che il quarterback titolare delle ultime stagioni, Carson Palmer, hanno annunciato il ritiro.

## Scelte nel Draft 2017

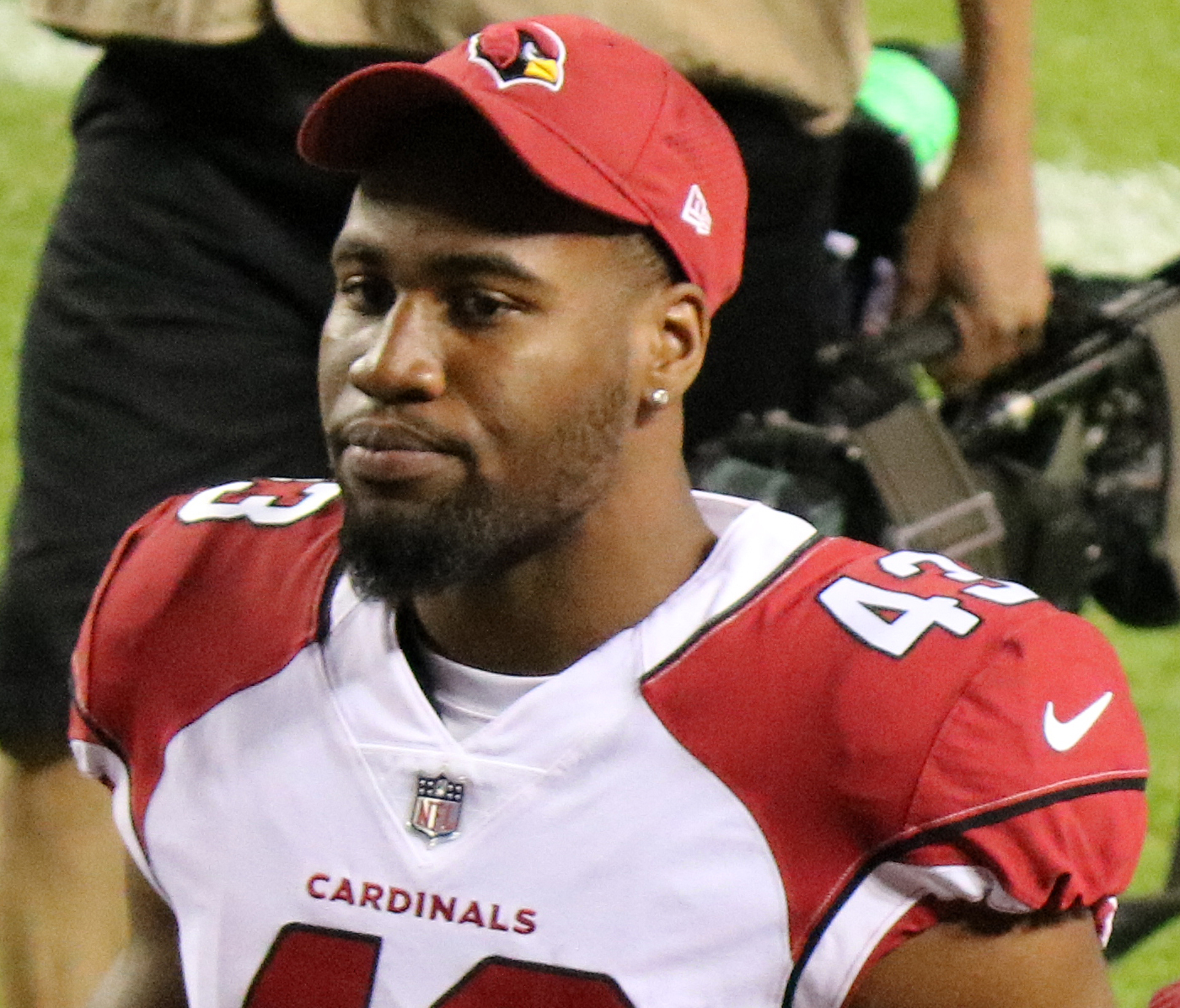
Haason Reddick fu la scelta del primo giro del Cardinals nel Draft 2017

| Scelte dei Cardinals nel Draft 2017 |        |                |       |                 |
| Giro                                | Scelta | Giocatore      | Ruolo | College         |
| 1                                   | 13     | Haason Reddick | LB    | Temple          |
| 2                                   | 36     | Budda Baker    | S     | Washington      |
| 3                                   | 98     | Chad Williams  | WR    | Grambling State |
| 4                                   | 115    | Dorian Johnson | G     | Pittsburgh      |
| 5                                   | 157    | Will Holden    | OT    | Vanderbilt      |
| 5                                   | 179    | T.J. Logan     | RB    | North Carolina  |
| 6                                   | 208    | Rudy Ford      | S     | Auburn          |

## Staff
| Staff degli Arizona Cardinals nel 2017 |
| --- |
| Organi dirigenziali - Proprietario/Chairman: William V. Bidwill - Presidente: Michael J. Bidwill - General Manager: Steve Keim Capo allenatore - Bruce Arians Altri allenatori - Assistente capo allenatore/Attacco: Tom Moore - Coordinatore dello sviluppo della forza e della condizione: John Lott - Assistente dello sviluppo della forza e della condizione: Pete Alosi - Pass Rush Specialist: Tom Pratt Allenatori dell'attacco - Coordinatore dell'attacco: Harold Goodwin - Assistente dell'attacco: Kevin Garver - Quarterback: Byron Leftwich - Running Back: Freddie Kitchens - Wide Receiver: Darryl Drake - Tight End: Rick Christophel - Assistente Offensive Line: Larry Zierlein Allenatori della difesa - Coordinatore difensivo – James Bettcher - Defensive Line – Brentson Buckner - Linebacker – Bob Sanders - Inside Linebacker – Larry Foote - Defensive Back – Nick Rapone - Cornerback – Kevin Ross - Assistente difesa/Defensive Back – Mike Chiurco - Specialista Pass Rush – Tom Pratt Allenatori dello special team - Coordinatore dello Special Team: Amon Jones - Assistente dello Special Team: Anthony Blevins |

## Roster
| Roster degli Arizona Cardinals nel 2017 |
| --- |
| Quarterback - 7 Blaine Gabbert - 5 Drew Stanton Running Back - 38 Andre Ellington - 37 D.J. Foster - 23 Chris Johnson - 35 Elijhaa Penny - 28 Adrian Peterson - 33 Kerwynn Williams Wide Receiver - 13 Jaron Brown - 12 John Brown - 11 Larry Fitzgerald - 10 Brittan Golden - 14 J.J. Nelson - 16 Chad Williams Tight End - 84 Jermaine Gresham - 80 Ifeanyi Momah - 87 Troy Niklas Offensive Linemen - 70 Evan Boehm G - 75 Alex Boone G - 69 Will Holden T - 74 D.J. Humphries T - 76 Mike Iupati G - 71 Ulrick John T - 62 Daniel Munyer C - 53 A.Q. Shipley C - 68 Jared Veldheer T - 73 John Wetzel T Defensive Linemen - 95 Rodney Gunter NT - 97 Josh Mauro DE - 90 Robert Nkemdiche DE - 98 Corey Peters NT - 72 Olsen Pierre DE - 92 Frostee Rucker DE - 94 Xavier Williams DE Linebacker - 20 Deone Bucannon ILB - 57 Josh Bynes ILB - 56 Karlos Dansby ILB - 44 Markus Golden OLB - 55 Chandler Jones OLB - 96 Kareem Martin OLB - 43 Haason Reddick ILB - 58 Scooby Wright III ILB Defensive Back - 36 Budda Baker FS - 41 Antoine Bethea SS - 28 Justin Bethel CB - 27 Tyvon Branch SS - 30 Rudy Ford FS - 32 Tyrann Mathieu FS - 21 Patrick Peterson CB - 26 Brandon Williams CB - 25 Tramon Williams CB Special Team - 46 Aaron Brewer LS - 4 Phil Dawson K - 2 Andy Lee P Lista delle riserve - 59 Alani Fua ILB (IR) - 31 David Johnson RB (IR) - 22 T.J. Logan RB (IR) - 3 Carson Palmer IR - 91 Ed Stinson DE (IR) - 29 Ronald Zamort CB (IR) Squadra di allenamento - 19 Carlton Agudosi WR - 54 Bryson Albright OLB - 51 Obum Gwacham OLB - 64 Dorian Johnson G - 35 Ryan Lewis CB - 34 Harlan Miller CB - 86 Ricky Seals-Jones TE - 45 James Summers RB - 65 Pasoni Tasini NT 53 attivi, 5 inattivi, 9 nella squadra di allenamento |
| Legenda - I rookie sono in corsivo. - Il primo ruolo è il principale mentre gli eventuali successivi indicano i ruoli secondari. - (IR) sta per Injured Reserve ed indica la lista ristretta per un solo giocatore infortunato che può tornare ad allenarsi dopo la settimana 6 e a rientrare in prima squadra dopo che questa ha giocato 8 partite. - (NF-Inj.) / (NF-Ill.) stanno rispettivamente per Non-Football Injured e Non-Football Illness ed indicano le liste dove viene inserito un giocatore che ha un infortunio o una malattia non dipendente dal football americano. - (PUP) sta per Physically Unable to Perform ed indica la lista dove viene inserito un giocatore mentre è in attesa di recuperare la condizione fisica. Nella stagione regolare dopo la sesta partita giocata dalla propria squadra, il giocatore ha tempo tre settimane per riprendere ad allenarsi, più tre settimane aggiuntive dal suo rientro agli allenamenti per rientrare in prima squadra. |

## Calendario
Il calendario della stagione è stato annunciato il 20 aprile 2017.
| Turno | Data               | Avversario             | Risultato          | Record             | Stadio                        | NFL.com recap      |
| ----- | ------------------ | ---------------------- | ------------------ | ------------------ | ----------------------------- | ------------------ |
| 1     | 10/9               | at Detroit Lions       | S 23–35            | 0–1                | Ford Field                    | Recap              |
| 2     | 17/9               | at Indianapolis Colts  | V 16–13 (DTS)      | 1–1                | Lucas Oil Stadium             | Recap              |
| 3     | 25/9               | Dallas Cowboys         | S 17–28            | 1–2                | University of Phoenix Stadium | Recap              |
| 4     | 1/10               | San Francisco 49ers    | V 18–15 (DTS)      | 2–2                | University of Phoenix Stadium | Recap              |
| 5     | 8/10               | at Philadelphia Eagles | S 7–34             | 2–3                | Lincoln Financial Field       | Recap              |
| 6     | 15/10              | Tampa Bay Buccaneers   | V 38–33            | 3–3                | University of Phoenix Stadium | Recap              |
| 7     | 22/10              | at Los Angeles Rams    | S 0–33             | 3–4                | Twickenham Stadium Londra     | Recap              |
| 8     | Settimana di pausa | Settimana di pausa     | Settimana di pausa | Settimana di pausa | Settimana di pausa            | Settimana di pausa |
| 9     | 5/11               | at San Francisco 49ers | V 20–10            | 4–4                | Levi's Stadium                | Recap              |
| 10    | 9/11               | Seattle Seahawks       | S 16–22            | 4–5                | University of Phoenix Stadium | Recap              |
| 11    | 19/11              | at Houston Texans      | S 21–31            | 4–6                | NRG Stadium                   | Recap              |
| 12    | 26/11              | Jacksonville Jaguars   | V 27–24            | 5–6                | University of Phoenix Stadium | Recap              |
| 13    | 3/12               | Los Angeles Rams       | S 16–32            | 5–7                | University of Phoenix Stadium | Recap              |
| 14    | 10/12              | Tennessee Titans       | V 12–7             | 6–7                | University of Phoenix Stadium | Recap              |
| 15    | 17/12              | at Washington Redskins | S 15–20            | 6–8                | FedExField                    | Recap              |
| 16    | 24/12              | New York Giants        | V 23–0             | 7–8                | University of Phoenix Stadium | Recap              |
| 17    | 31/12              | at Seattle Seahawks    | V 26–24            | 8–8                | CenturyLink Field             | Recap              |

Note

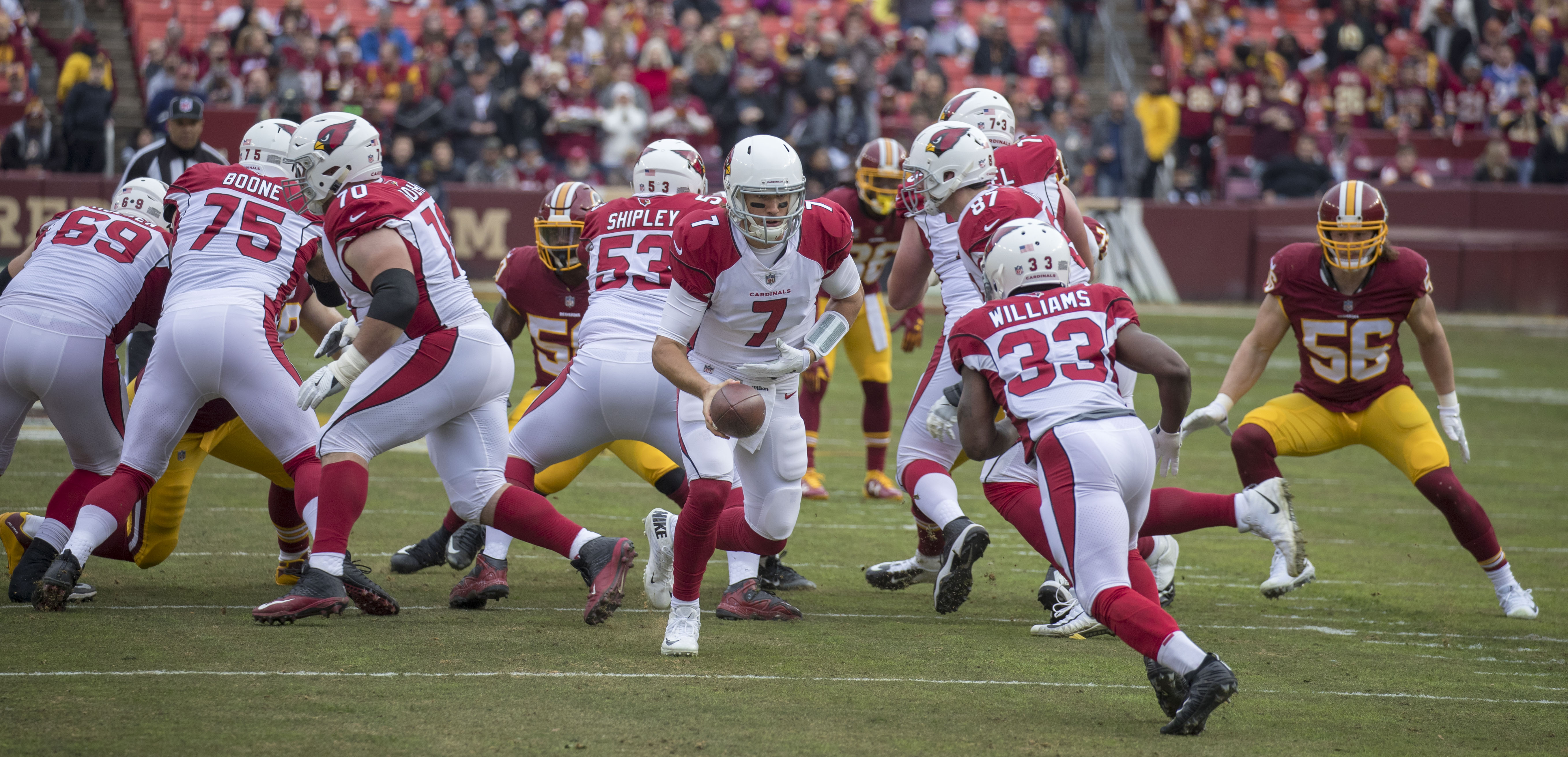
La gara della settimana 15 contro i Redskins

- Gli avversari della propria division sono in grassetto.

## Classifiche

### Division
| NFC West             | NFC West | NFC West | NFC West | NFC West | NFC West | NFC West | NFC West | NFC West | NFC West |
|                      | V        | P        | N        | %        | DIV      | CONF     | PF       | PS       | STR      |
| -------------------- | -------- | -------- | -------- | -------- | -------- | -------- | -------- | -------- | -------- |
| (3) Los Angeles Rams | 11       | 5        | 0        | .688     | 4–2      | 7–5      | 478      | 329      | P1       |
| Seattle Seahawks     | 9        | 7        | 0        | .563     | 4–2      | 7–5      | 366      | 332      | P1       |
| Arizona Cardinals    | 8        | 8        | 0        | .500     | 3–3      | 5–7      | 295      | 361      | V2       |
| San Francisco 49ers  | 6        | 10       | 0        | .375     | 1–5      | 3–9      | 331      | 383      | V5       |

### Conference
| Classifica della NFC 2017                                | Classifica della NFC 2017  | Classifica della NFC 2017 | Classifica della NFC 2017 | Classifica della NFC 2017 | Classifica della NFC 2017 | Classifica della NFC 2017 | Classifica della NFC 2017 | Classifica della NFC 2017 | Classifica della NFC 2017 | Classifica della NFC 2017 | Classifica della NFC 2017 | Classifica della NFC 2017 |
| #                                                        | Squadra                    | Division                  | V                         | P                         | N                         | %                         | DIV                       | CONF                      | PF                        | PS                        | D                         | STR                       |
| -------------------------------------------------------- | -------------------------- | ------------------------- | ------------------------- | ------------------------- | ------------------------- | ------------------------- | ------------------------- | ------------------------- | ------------------------- | ------------------------- | ------------------------- | ------------------------- |
| Vincitori delle division                                 |                            |                           |                           |                           |                           |                           |                           |                           |                           |                           |                           |                           |
| 1                                                        | xyz* – Philadelphia Eagles | East                      | 13                        | 3                         | 0                         | 81,3%                     | 5-1                       | 10-2                      | 457                       | 295                       | 162                       | P-1                       |
| 2                                                        | xyz – Minnesota Vikings    | North                     | 13                        | 3                         | 0                         | 81,3%                     | 5-1                       | 10-2                      | 382                       | 252                       | 130                       | V-3                       |
| 3                                                        | xy – Los Angeles Rams      | West                      | 11                        | 5                         | 0                         | 68,8%                     | 4-2                       | 7-5                       | 478                       | 329                       | 149                       | P-1                       |
| 4                                                        | xy – New Orleans Saints    | South                     | 11                        | 5                         | 0                         | 68,8%                     | 4-2                       | 8-4                       | 448                       | 326                       | 122                       | P-1                       |
| Wild Card                                                |                            |                           |                           |                           |                           |                           |                           |                           |                           |                           |                           |                           |
| 5                                                        | xw – Carolina Panthers     | South                     | 11                        | 5                         | 0                         | 68,8%                     | 3-3                       | 7-5                       | 363                       | 327                       | 36                        | P-1                       |
| 6                                                        | xw – Atlanta Falcons       | South                     | 10                        | 6                         | 0                         | 62,5%                     | 4-2                       | 9-3                       | 353                       | 315                       | 38                        | V-1                       |
| Non qualificate per i playoff                            |                            |                           |                           |                           |                           |                           |                           |                           |                           |                           |                           |                           |
| 7                                                        | Detroit Lions              | North                     | 9                         | 7                         | 0                         | 56,3%                     | 5-1                       | 8-4                       | 410                       | 376                       | 34                        | V-1                       |
| 8                                                        | Seattle Seahawks           | West                      | 9                         | 7                         | 0                         | 56,3%                     | 4-2                       | 7-5                       | 366                       | 332                       | 34                        | P-1                       |
| 9                                                        | Dallas Cowboys             | East                      | 9                         | 7                         | 0                         | 56,3%                     | 5-1                       | 7-5                       | 354                       | 332                       | 22                        | V-1                       |
| 10                                                       | Arizona Cardinals          | West                      | 8                         | 8                         | 0                         | 50%                       | 3-3                       | 5-7                       | 295                       | 361                       | -66                       | V-2                       |
| 11                                                       | Green Bay Packers          | North                     | 7                         | 9                         | 0                         | 43,8%                     | 2-4                       | 5-7                       | 320                       | 384                       | -64                       | P-3                       |
| 12                                                       | Washington Redskins        | East                      | 7                         | 9                         | 0                         | 43,8%                     | 1-5                       | 5-7                       | 342                       | 388                       | -46                       | P-1                       |
| 13                                                       | San Francisco 49ers        | West                      | 6                         | 10                        | 0                         | 37,5%                     | 1-5                       | 3-9                       | 331                       | 383                       | -52                       | V-5                       |
| 14                                                       | Tampa Bay Buccaneers       | South                     | 5                         | 11                        | 0                         | 31,3%                     | 1-5                       | 3-9                       | 335                       | 382                       | -47                       | V-1                       |
| 15                                                       | Chicago Bears              | North                     | 5                         | 11                        | 0                         | 31,3%                     | 0-6                       | 1-11                      | 264                       | 320                       | -56                       | P-1                       |
| 16                                                       | New York Giants            | East                      | 3                         | 13                        | 0                         | 18,8%                     | 1-5                       | 1-11                      | 246                       | 388                       | -142                      | V-1                       |
| Legenda                                                  |                            |                           |                           |                           |                           |                           |                           |                           |                           |                           |                           |                           |
| w — Qualificata ai playoff come wild card                |                            |                           |                           |                           |                           |                           |                           |                           |                           |                           |                           |                           |
| x — Qualificata ai playoff                               |                            |                           |                           |                           |                           |                           |                           |                           |                           |                           |                           |                           |
| y — Vincitrice della division                            |                            |                           |                           |                           |                           |                           |                           |                           |                           |                           |                           |                           |
| z — Qualificata direttamente al secondo turno di playoff |                            |                           |                           |                           |                           |                           |                           |                           |                           |                           |                           |                           |
| * — Vantaggio del fattore campo nei playoff              |                            |                           |                           |                           |                           |                           |                           |                           |                           |                           |                           |                           |

## Premi individuali

### Pro Bowler

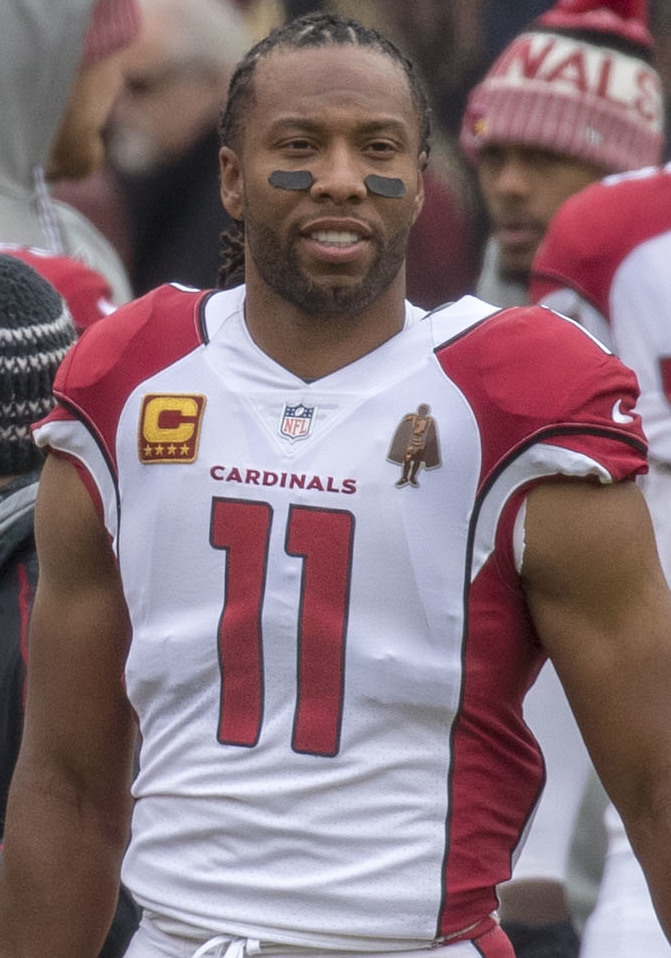
Nel 2017 Larry Fitzgerald è stato convocato per l'undicesimo Pro Bowl in carriera

Quattro giocatori dei Cardinals sono stati convocati per il Pro Bowl 2018:
- Chandler Jones, linebacker, 2ª convocazione
- Larry Fitzgerald, wide receiver, 11ª convocazione
- Budda Baker, special teamer, 1ª convocazione
- Patrick Peterson, cornerback, 7ª convocazione

### Premi settimanali e mensili
- J.J. Nelson:

giocatore offensivo della NFC della settimana 2
- Adrian Peterson:

giocatore offensivo della NFC della settimana 6
running back della settimana 6
- Karlos Dansby:

difensore della NFC della settimana 9
- Phil Dawson:

giocatore degli special team della NFC della settimana 12
- Chandler Jones:

difensore della NFC del mese di dicembre